# 卡迪谷 (加利福尼亞州)
卡迪谷（英語：Cuddy Valley）是位於美國加利福尼亞州克恩縣的一個非建制地區。該地的面積和人口皆未知。

## 地理
卡迪谷的座標為34°49′27″N 119°01′23″W / 34.82417°N 119.02306°W，而該地的平均海拔高度為1165米（即3822英尺）。